# محافظة سان بيدرو دي ماكوريس
محافظة سان بيدرو دي ماكوريس (بالإسبانية: Provincia de San Pedro de Macorís)‏ هي محافظة في جمهورية الدومينيكان، بلغ عدد سكانها 290,458  نسمة وذلك حسب إحصائيات سنة 2010، عاصمتها سان بيدرو دي ماكوريس، تبلغ مساحتها 1,254.3 كيلومتر مربع، رمزها البريدي هو 21000.